# 船津未帆
船津 未帆  （ふなつ みほ  1978年9月11日 - ）は、日本のファッションモデル、女優。旧芸名、横井 美帆（よこい みほ）。神奈川県出身。Yプロジェクト所属。FREEGENICビューティ＆モデルスクール代表、ビューティプロデューサー、イベントプロデュース・企画・構成、モデル育成講師。

## 人物
- 趣味は美容健康情報収集、映画鑑賞、読書、お菓子作り。
- 特技はアクション、ゴルフ。
- 兄が1人いる[1]。
- 俳優業の傍ら、モデルスクール「FREEGENIC」代表としてウォーキング・フォトジェニック講師を務めるなど、幅広く活動している。
- 秋元弓枝[2]や広瀬グエ[3][4]と仲が良い。

## 出演

### テレビドラマ
- 結婚泥棒（2002年、NHK） - 松崎さやか 役
- 独身3!!（2003年、テレビ朝日） - ペナガール 役

### 映画
- セレブが結婚したい13の悪魔（2007年2月5日公開） - 大鐘けい 役
- 劇場版カブキングZ(2008年4月公開）
- アイアンガール（2012年） - カトリーヌ 役

### Vシネマ
- バウンティハンター（2011年） - バウンティハンター 張(ジャン) 役
- サムライ（2012年） - 三原 役

### CM
- 資生堂「UNO」（2002年）
- KIRIN「キリンビール一番搾り」（2003年）
- 花王「サクセス」（2004年）
- スポーツオーソリティ「ゴルフ編」（2005年）
- ライフカード（2005年）

### 舞台
- ミュージカル『美少女戦士セーラームーン』（2005年1月2日 - 16日、サンシャイン劇場）  - 冥王せつな / セーラープルート 役　※8代目
- メロン記念日主演ミュージカル『Girl's Knight』（2006年3月9日 - 12日、東京芸術劇場） - ミホ・ロシュフォール 役
- ミュージカル『白蛇伝 〜White Lovers〜』（2006年11月8日 - 26日、ル・テアトル銀座） -  瑪瑙 役
- 友情 秋桜バラード(2010年2月2日 - 15日、銀座博品館劇場）
- 冬の星座(2010年5月22日 - 30日、築地本願寺プティストホール）
- 天切り松 闇がたり〜衣紋坂から〜（2011年6月9日 - 6月12日、銀座博品館劇場) - 振袖おこん 役
- IMAGINE9.11(2011年9月9日 - 11日、銀座博品館劇場）

### イメージガール
- 平塚競輪場